# Palazzo Gonzaga-Acerbi

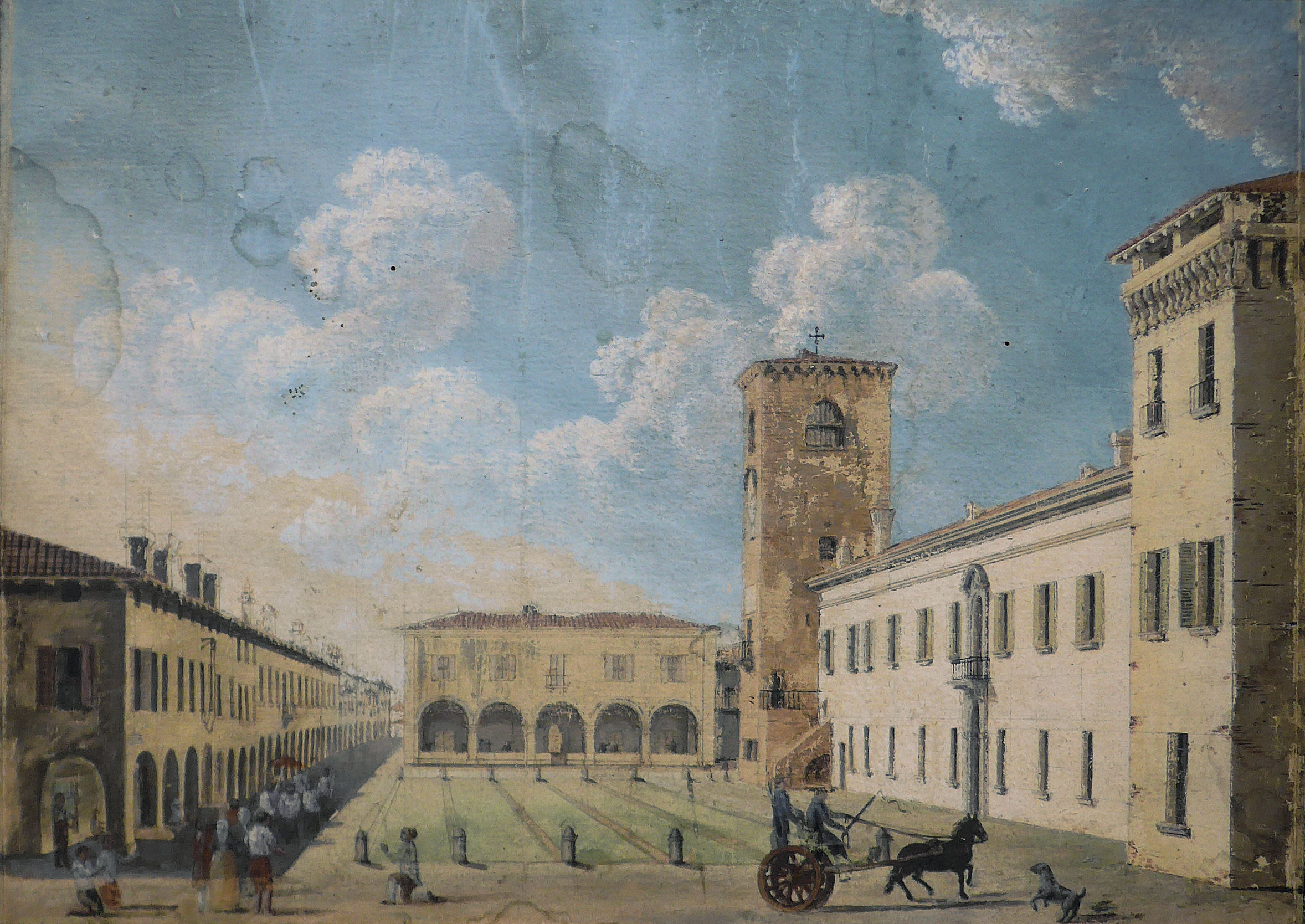
Piazza Mazzini, tempera su carta, anonimo seconda metà XVIII secolo, MAST Castel Goffredo

Palazzo Gonzaga-Acerbi (o Palazzo marchionale) è uno storico edificio del centro di Castel Goffredo, in provincia di Mantova, che occupa l'intero fronte settentrionale di Piazza Mazzini. È stato la residenza di tutti i signori che si sono succeduti a Castel Goffredo, iniziando dai Gonzaga, signori di Mantova.

## Storia

### Sede del vicario dei Gonzaga
L'originaria costruzione di residenza castellata, soggetta nel tempo a varie aggiunte e modificazioni, faceva parte del primo nucleo fortificato di Castelvecchio ed era composta da due distinti fabbricati, non collegati tra loro:
- sulla sinistra, a ovest, il Palazzo amministrativo del vicario (domus comunis), collegato ed addossato alla torre civica. Erano entrambi di proprietà del comune, che effettuò opere di ampliamento e riattamento ed era adibito a sede degli uffici del vicario dei Gonzaga,[2] dal 1337 signori di Castel Goffredo;
- sulla destra, a est, il torrione chiamato Torrazzo, risalente al 1350 circa e adibito ad abitazione privata del vicario.[5]

Una pergamena datata 12 giugno 1480 parla di un intervento di Ludovico Gonzaga (vescovo di Mantova), che iniziò le opere di miglioramento degli edifici per farne la sua residenza, grazie anche all'intervento dell'architetto Ermes Flavio de Bonis, forse unendo i due corpi di fabbrica (1499).

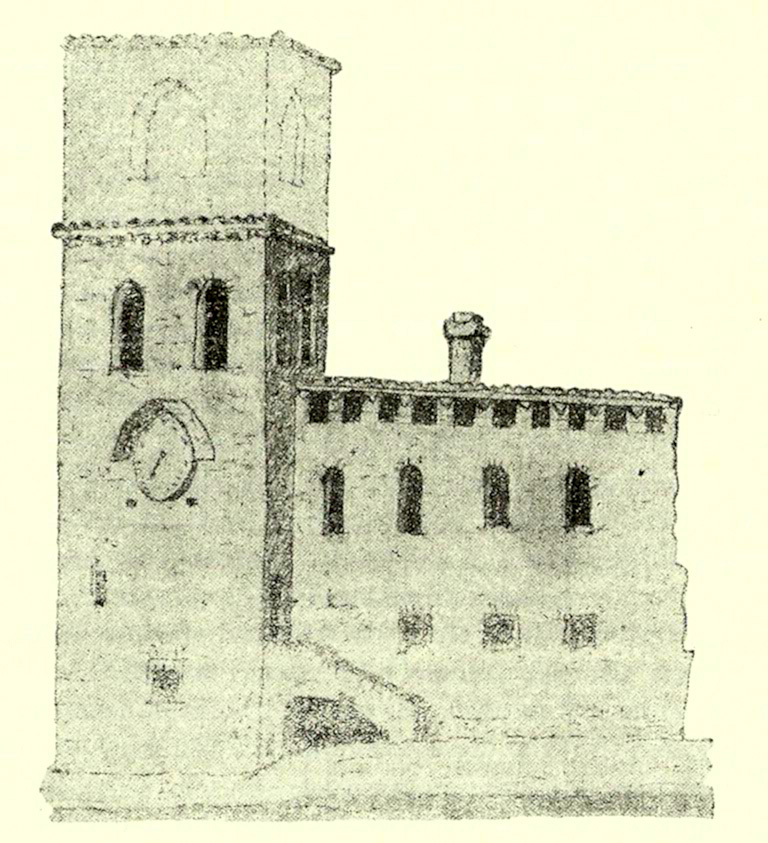
Ricostruzione della torre civica nel 1492, prima della sopraelevazione. Sulla destra il Palazzo del Vicario.

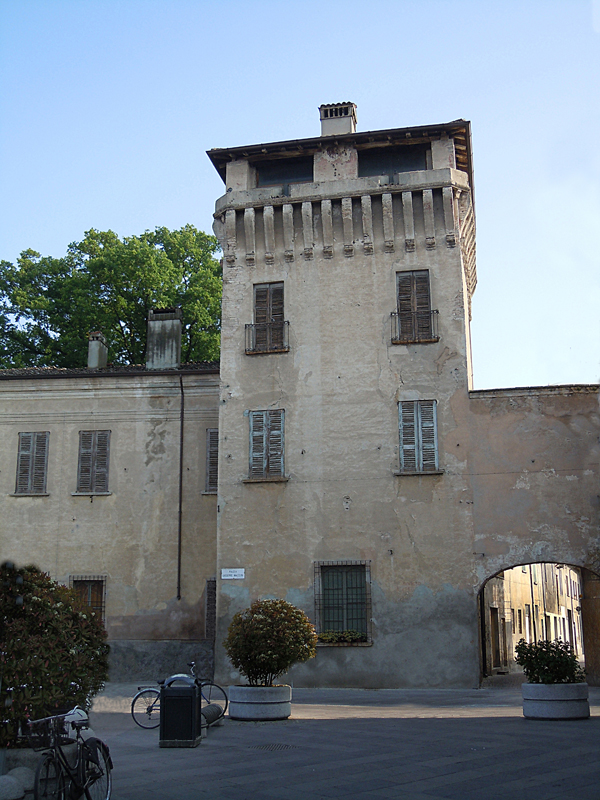
Castel Goffredo, il Torrazzo annesso al palazzo

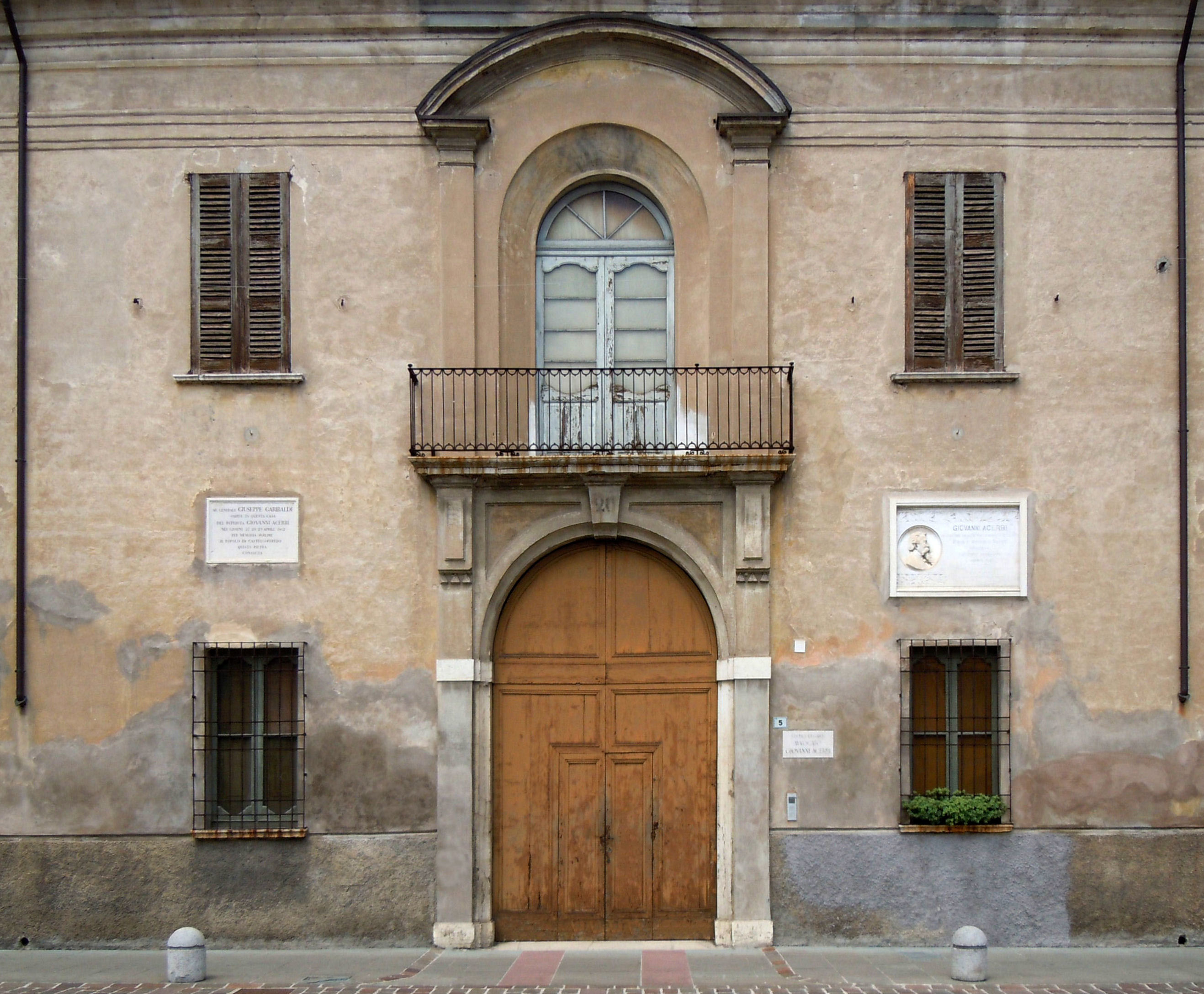
Portale di ingresso

### Residenza e corte dei Gonzaga
Il palazzo così composto, nel 1511 divenne la residenza del marchese Aloisio Gonzaga, che fece di Castel Goffredo la capitale del feudo, comprendente anche Castiglione e Solferino. Il palazzo ospitò una corte sfarzosa, frequentata da personaggi illustri, tra cui il capitano imperiale Luigi Gonzaga "Rodomonte", il poeta Pietro Aretino nel 1536, dal 1538 al 1541 lo scrittore Matteo Bandello (che qui conobbe Lucrezia Gonzaga di Gazzuolo) con Cesare Fregoso, Costanza Rangoni e i loro figli e lo studioso di chiromanzia frate Patrizio Tricasso da Ceresara.
L'imperatore Carlo V il 28 giugno 1543 fu ospite per un giorno del marchese Aloisio, lasciando il palazzo solo il giorno seguente. 
In un manoscritto anonimo si legge:
Anche i tre figli di Aloisio videro la luce nel palazzo: Alfonso nel 1540, futuro marchese di Castel Goffredo; Ferrante nel 1544, futuro I marchese di Castiglione e Orazio nel 1545, futuro marchese di Solferino.
Importanti opere interne furono eseguite durante la signoria di Alfonso Gonzaga, che dotò il palazzo di finestre a vetri.
Nell'ottobre 1589 Luigi Gonzaga, futuro santo, alloggiò nel Torrazzo.
Dopo la sua uccisione il 6 maggio 1592 da sicari di Rodolfo Gonzaga, che occupò militarmente Castel Goffredo, nel palazzo vennero imprigionate e tenute segregate per giorni la figlia di Alosio Caterina e la moglie Ippolita Maggi. Furono liberate grazie all'intervento dal duca Vincenzo Gonzaga e condotte a Mantova.
Anche Rodolfo Gonzaga soggiornò per poco tempo nell'edificio, perché il 3 gennaio 1593 fu ucciso sulla porta della Chiesa prepositurale di Sant'Erasmo con un colpo di archibugio.

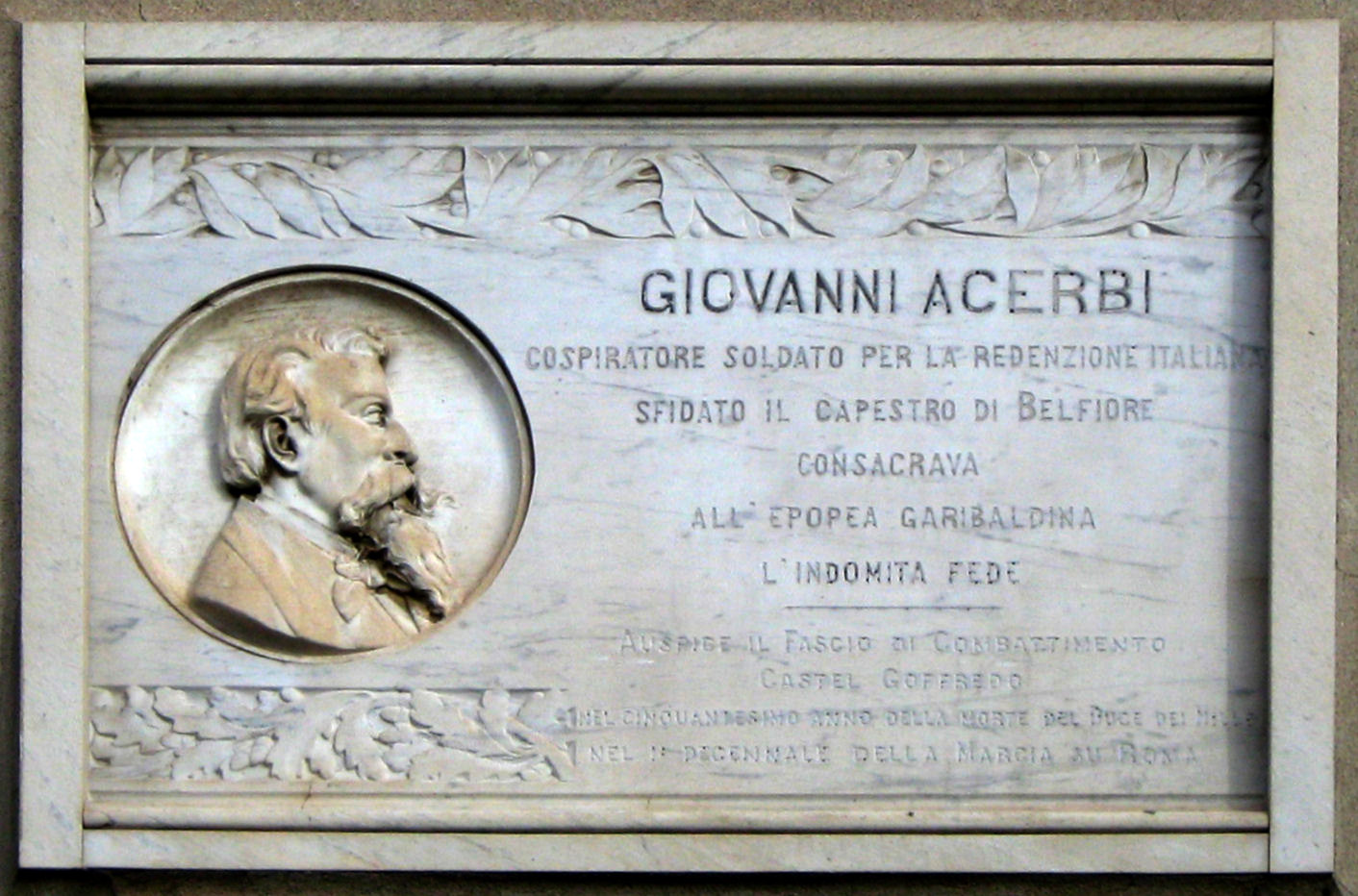
Lapide a Giovanni Acerbi, posta sulla facciata del palazzo

### Alla Casa d'Austria
Dopo l'aggregazione al ducato di Mantova nel 1603, nessun Gonzaga abitò più nel palazzo e, dopo la caduta della dinastia gonzaghesca, dal 1707 passò sotto il governo austriaco. Rimase a lungo disabitato e inagibile sino al 1756, quando il demanio austriaco lo vendette al comune di Castel Goffredo.

### Alla famiglia Acerbi
Il comune, con rogito nel notaio Giacomo Cima, il 13 aprile 1776 lo cedette al colonnello Giacomo Acerbi, possidente terriero, che modificò l'originario aspetto medievale dell'edificio.
Nel palazzo dimorò anche il figlio di Giacomo, Giuseppe Acerbi, nato il 3 maggio 1773 dalla moglie Marianna Riva, che divenne scrittore ed archeologo. A Giuseppe Acerbi è intitolato il Premio Letterario Giuseppe Acerbi del comune di Castel Goffredo.

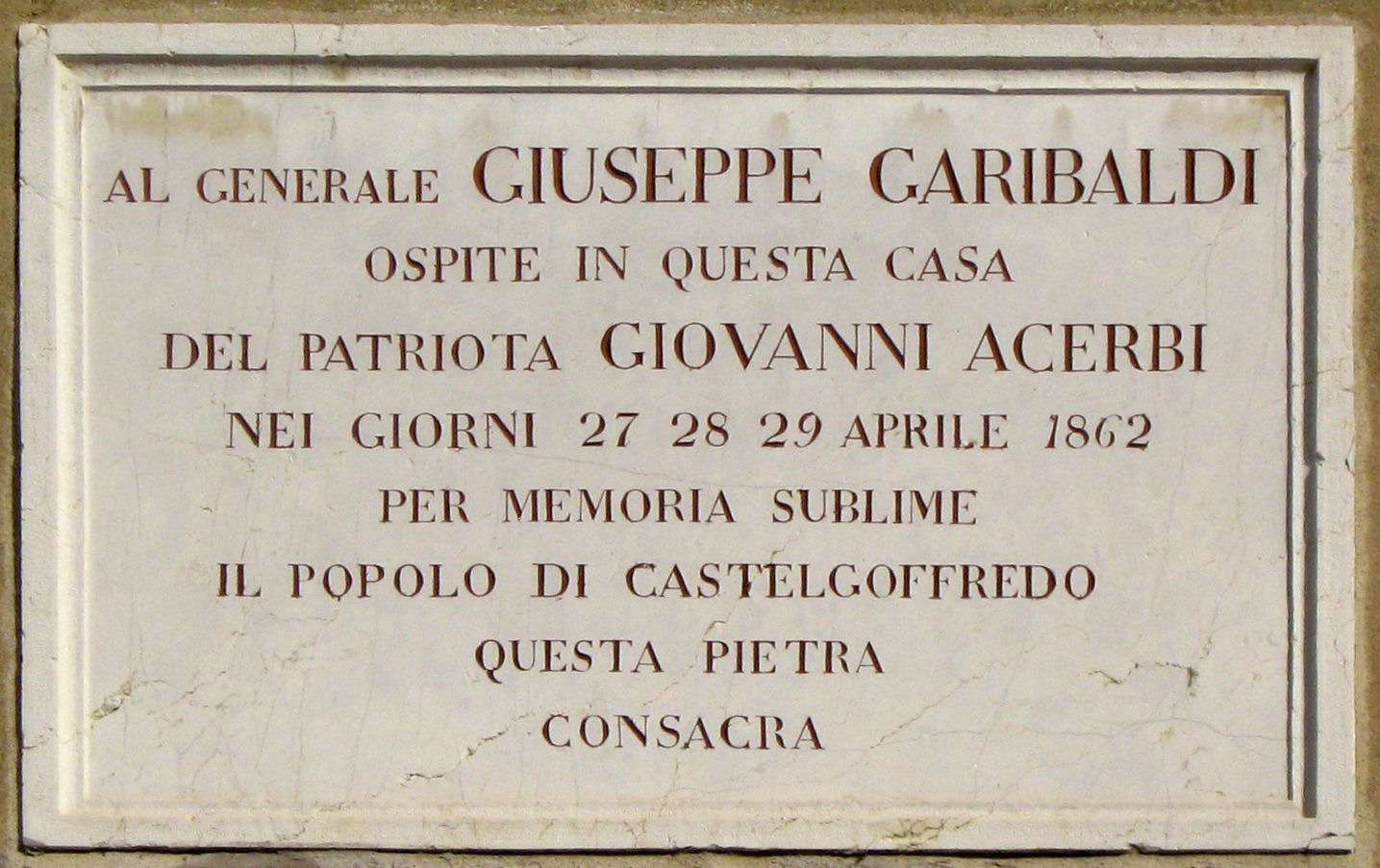
Lapide a Garibaldi posta sulla facciata del palazzo

Ad opera del bresciano Gaspare Turbini, coadiuvato dall'architetto Carlo Bollani, il palazzo subì una radicale modificazione verso lo stile neoclassico: venne chiusa la merlatura, cancellati gli elementi architettonici rinascimentali ed ampliate le finestre.
Il palazzo fu anche luogo di nascita, il 14 novembre 1825, di Giovanni Acerbi, figlio di Battista Acerbi e Domenica Moneta, patriota ed intendente dei Mille, destinato a scrivere una delle pagine più importanti del Risorgimento italiano: i Martiri di Belfiore.
Nei giorni 27-28-29 aprile 1862 il generale Giuseppe Garibaldi fu ospite del patriota Giovanni Acerbi.

## Descrizione

### Interno
All'interno è presente una loggia retta da colonne in marmo dai volti finemente affrescati a grottesca (forse scuola di Giulio Romano).
Una scalinata, dalla volta affrescata, conduce al piano nobile.
Ad Aloisio Gonzaga si deve anche la formazione del giardino interno, ora ricco di alberi secolari, della fontana in marmo bianco e del pergolato di uve pregiate. Per fare spazio all'ampio giardino, il marchese provvide alla demolizione della chiesa di Sant'Erasmo in Castelvecchio, provvedendo a collocarla al di fuori di esso. Lo spazio è ancora ricco di alberi secolari, di una fontana in marmo bianco e del pergolato di uve pregiate.
Di pertinenza del palazzo erano anche alcune case e la filanda (fatta costruire dal colonnello Giacomo Acerbi) con annesso filatoio, delimitate dall'attuale vicolo Cannone.
Del palazzo facevano parte anche le mura dell'antica fortezza di Castel Goffredo, oggi ancora in parte conservate e occupanti la parte nord.

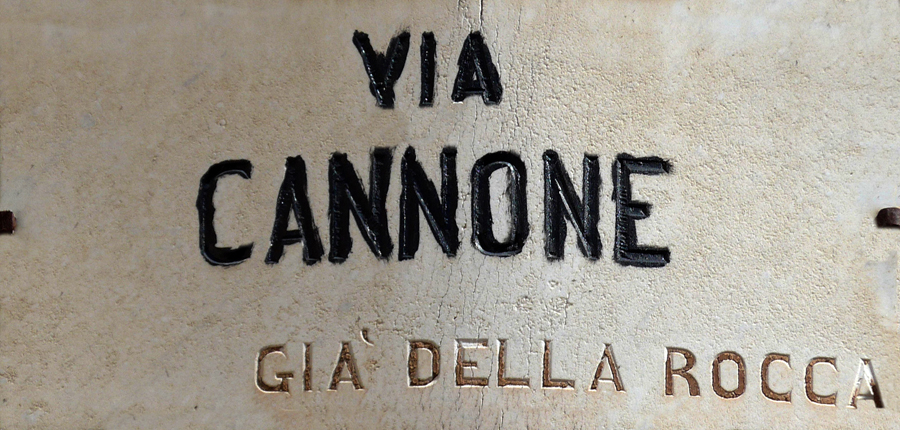
Castel Goffredo, lapide in vicolo Cannone, già della rocca.

#### La rocca
Anche il poeta Matteo Bandello, nei Canti XI de le lodi de la s. Lucretia Gonzaga... Le III parche, al tempo in cui fu ospite a Castel Goffredo del marchese Aloisio Gonzaga (dal 1538 al 1541), citò un «castello altiero» e un «buon castello» e ancora riferito ad Aloisio, «'l suo castello ha fatto così forte, qual altro che più forte Italia addite». In questo contesto, probabilmente, il Bandello si riferiva alla residenza del marchese (palazzo Gonzaga-Acerbi) con rocca al suo interno e alle fortificazioni erette nel 1520 a difesa del borgo.

Una lapide segnavia posta in vicolo Cannone riporta anche l'antico nome "già della rocca", il che fa supporre l'esistenza della rocca nelle vicinanze.

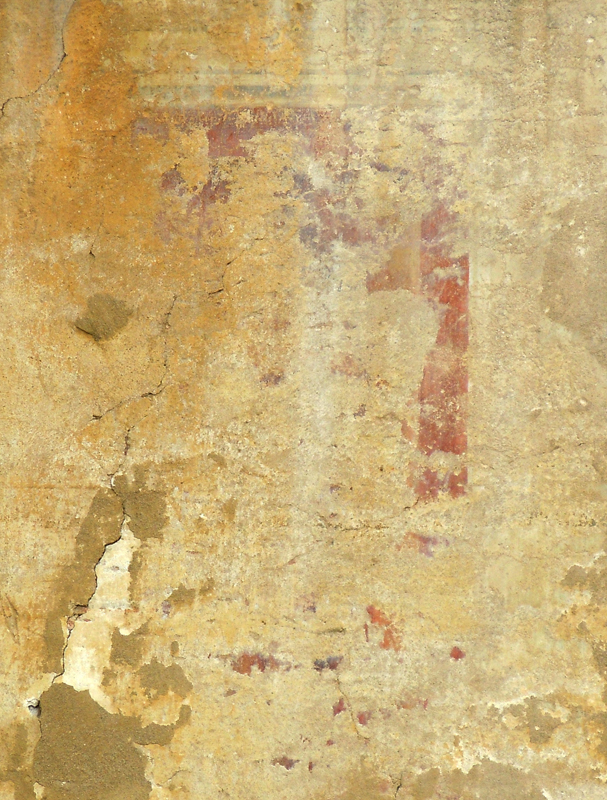
Tracce di dipinto sulla facciata esterna del palazzo

### Esterno
Il marchese Aloisio Gonzaga fece dipingere la facciata esteriore verso la piazza con il fregio ad intreccio di amorini e sotto il cornicione fece porre la scritta Fortitudo mea, amor populi, potentorum reverentiam. Tracce di dipinto sono ancora visibili oggi.
Il 30 ottobre 1932 venne inaugurata e posta sulla facciata del palazzo una lapide commemorativa al patriota Giovanni Acerbi in marmo bianco di Carrara, progettata dallo scultore Pasquale Miglioretti e realizzata dallo scultore cremonese Adamo Anselmi.

### Altre fonti
- 1999 – Immagina. Castel Goffredo: l'evoluzione di un territorio, CD-ROM, a cura del Comune di Castel Goffredo.